# Selenge-Aimag
Selenge-Aimag este un aimag, (provincie) în Mongolia.